# Gran Premi Stuttgart & Region
El Gran Premi Stuttgart & Region és una cursa femenina de ciclisme d'un dia que es celebra a Alemanya des de l'any 2023. Està integrada dins el calendari femení de l'UCI com a cursa de categoria 1.Pro des de 2024, el primer any fou 1.2. Es disputa anualment a la regió de Turíngia. La primera vencedora fou l'italiana Elena Pirrone.

## Palmarès
| Any  | Vencedora           | Segona                | Tercera            |
| ---- | ------------------- | --------------------- | ------------------ |
| 2023 | Elena Pirrone       | Kathrin Schweinberger | Linda Riedmann     |
| 2024 | Eleonora Gasparrini | Lieke Nooijen         | Mareille Meijering |
| 2025 |                     |                       |                    |